# Passerelle Armand-Vaillancourt
La passerelle Armand-Vaillancourt est une passerelle située à Plessisville au Québec (Canada) qui franchit la rivière Bourbon au cœur du parc de la rivière Bourbon. Cette passerelle a été conçue par le sculpteur Armand Vaillancourt à la suite d'une commande de la mairesse Madeleine Dussault. Elle a été construite en 1991 et a été citée immeuble patrimonial par la Ville de Plessisville en 2010.